# هاكر نيوز
هاكر نيوز (بالإنجليزية: Hacker News)‏ هو موقع إخباري اجتماعي يركز على علوم الكمبيوتر وريادة الأعمال. يدار من قبل صندوق الاستثمار وحاضنة الشركات الناشئة Y Combinator الخاصة بـ بول غراهام. بشكل عام يتم تعريف المحتوى الذي يمكن تقديمه على أنه «أي شيء يرضي فضول الفرد الفكري».

## التاريخ
تم إنشاء الموقع بواسطة بول غراهامبول غراهام في فبراير 2007. في البداية سمي باسم «أخبار الشركات الناشئة» أو أحيانًا «الأخبار». YC. أصبح معروف باسمه الحالي في 14 أغسطس 2007. تم تطويره كمشروع لشركة Graham's Y Combinator ، يعمل كتطبيق حقيقي للغة برمجة Arc التي شارك بول غراهام في تطويرها.
في نهاية مارس 2014، تخلى بول غراهام عن دوره القيادي في Y Combinator ، تاركًا إدارة Hacker News في أيدي موظفين آخرين.
في يونيو 2019، جمع سهيل يازجي Suhail Yazijy تحليلاً لحركة مرور الموقع منذ البداية في عام 2007 (12 عامًا) مع التعليقات التوضيحية التي تعرض منشورات Hacker News الرئيسية والأحداث التقنية.

## نقد
وفقًا لمقالة TechCrunch لعام 2013: «يقول بول غراهام أن Hacker News تتلقى الكثير من الشكاوى من أن لديها تحيزًا تجاه عرض قصص حول شركات Y Combinator الناشئة، لكنه يقول إنه لا يوجد مثل هذا التحيز. [. . . ] ويضيف جراهام أنه يتلقى الكثير من النقد اللاذع من المستخدمين شخصيًا باتهامات بالتحيز أو الرقابة.» 